# Hóa học
Hóa học (gọi tắt là hóa) là một nhánh của khoa học tự nhiên nhằm nghiên cứu về thành phần, cấu trúc, tính chất, và sự thay đổi của vật chất. Các chủ đề chính trong hóa học là nguyên tố, hợp chất, nguyên tử, phân tử, và các phản ứng hóa học.
Hóa học đôi khi được gọi là "khoa học trung tâm" vì nó là cầu nối các ngành khoa học tự nhiên khác như vật lý học, địa chất học và sinh học.

## Từ nguyên
Tên gọi hóa học trong tiếng Việt khởi nguồn từ tiếng Trung 化學 có âm Hán Việt là hóa học. Từ 化學 hóa học trong tiếng Trung là do William Alexander Parsons Martin đặt ra, xuất hiện lần đầu tiên trong quyển thứ sáu của bộ sách viết bằng văn ngôn của Martin có tên là 格物入門 Cách vật nhập môn do Kinh sư Đồng văn quán (京師同文館) xuất bản vào năm Đồng Trị thứ bảy (1868) thời nhà Thanh. 格物入門 Cách vật nhập môn được chia thành bảy quyển là 水學 Thủy học (nước), 氣學 Khí học (khí), 火學 Hỏa học (lửa), 電學 Điện học, 力學 Lực học, 化學 Hóa học, 算學 Toán học.
Hóa học lần đầu được du nhập vào Việt Nam qua Nam Kỳ thuộc Pháp thời Đệ Nhị Đế chế Pháp và tiếp tục được giảng dạy sâu rộng ở miền Nam Việt Nam. Cho nên vẫn còn nhiều khái niệm hóa học của được kế thừa từ thời Nam Kỳ còn thuộc Pháp (axit từ acide, anđêhit từ aldehyde và cách sắp xếp các phần định chức trong hệ thống danh pháp,...).

## Lịch sử
Hóa học phát triển từ giả kim thuật, đã được thực hành từ hàng ngàn năm trước như ở Trung Hoa, Châu Âu và Ấn Độ.

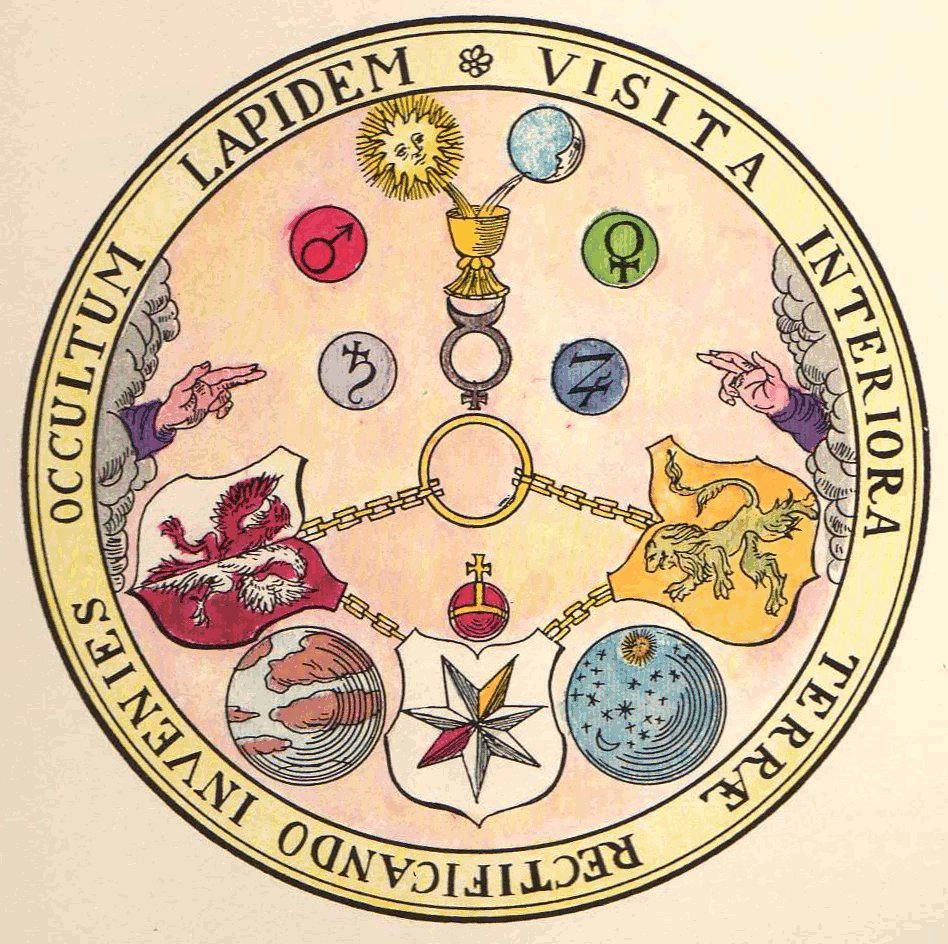
Một biểu tượng của Hồng hoa Thập tự. Đồ hình miêu tả 7 hành tinh ngự ở trên theo giả kim thuật, và khẩu hiệu bí ẩn xung quanh: V.I.T.R.I.O.L

Khoa giả kim thuật nghiên cứu về vật chất, nhưng thế giới của những nhà giả kim thuật đều dựa trên kinh nghiệm thực tế và công thức bắt nguồn từ thực hành chứ không dựa vào những nghiên cứu khoa học. Mục đích của họ là một chất gọi là "Hòn đá triết học" dùng để biến đổi những chất như chì thành vàng. Các nhà giả kim thuật đã tiến hành rất nhiều thí nghiệm để tìm ra chất này và qua đó họ đã phát triển nhiều dụng cụ mà ngày nay vẫn còn được sử dụng trong kỹ thuật hóa học.
Tuy nhiên, không một nhà giả kim thuật nào tìm ra được hòn đá triết học và trong thế kỷ thứ 17, các phương pháp làm việc của khoa giả kim thuật được thay đổi bằng những phương pháp khoa học. Một phần kiến thức của các nhà giả kim thuật đang được sử dụng bởi các nhà hóa học, những người làm việc dựa vào kết luận hợp lý dựa trên những gì mà họ quan sát được chứ không dựa vào ý nghĩ biến hóa chì thành vàng.

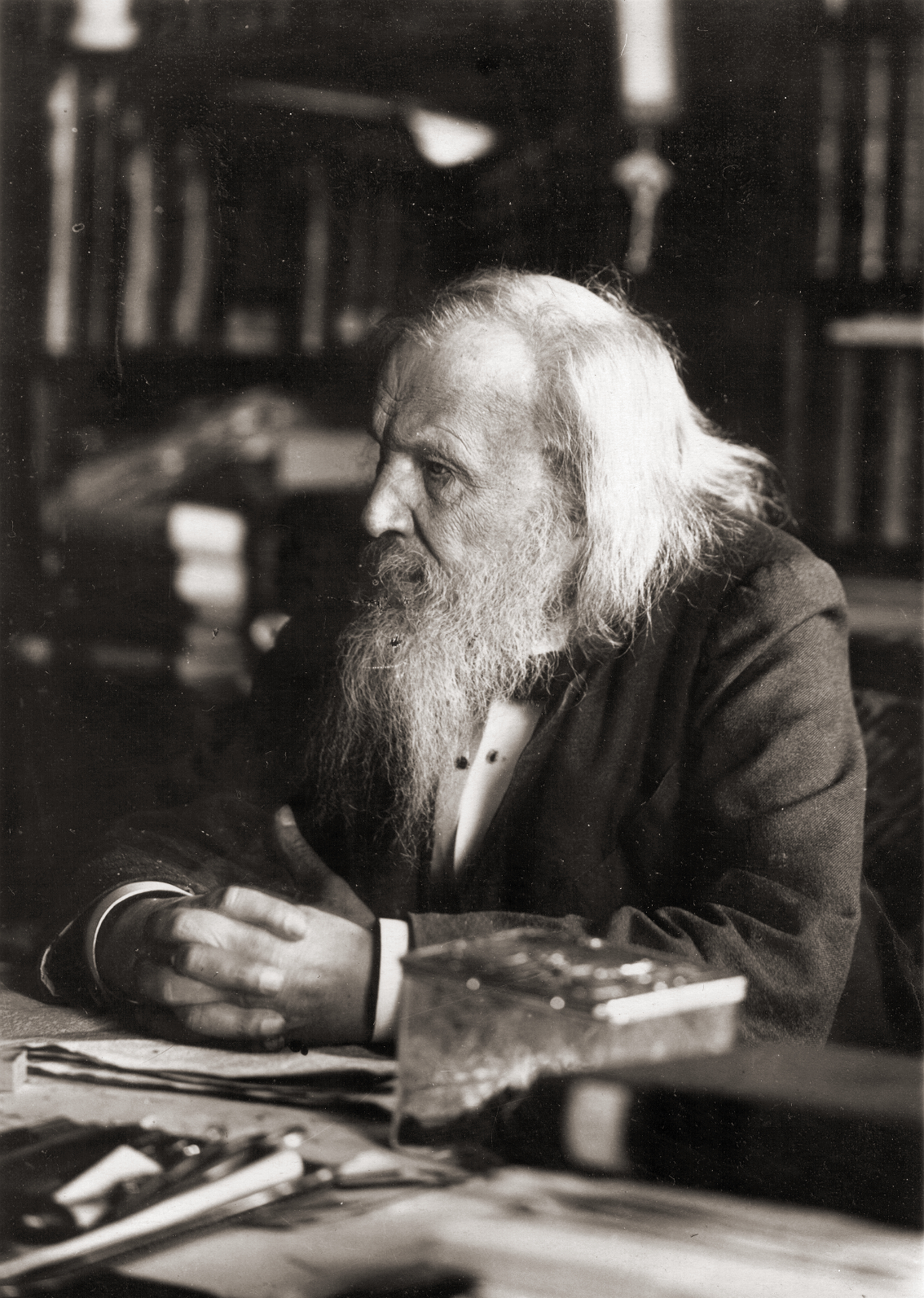
Nhà bác học Mendeleev, người đã có công tạo ra bảng tuần hoàn mang tên ông
giúp thúc đẩy sự phát triển của hóa học hiện đại

Lịch sử của hóa học có thể được coi như bắt đầu từ lúc Robert Boyle tách hóa học từ khoa giả kim thuật trong tác phẩm The Skeptical Chemist (Nhà hóa học hoài nghi) vào năm 1661 nhưng thường được đánh dấu bằng ngày Antoine Lavoisier tìm ra khí oxy vào năm 1783.
Hóa học có bước phát triển mạnh và phân hóa vào thế kỷ 19. Những nghiên cứu của Justus von Liebig về tác động của phân bón đã thành lập ra ngành hóa học nông nghiệp và cung cấp nhiều nhận thức cho ngành hóa vô cơ. Cuộc tìm kiếm một hóa chất tổng hợp thay thế cho chất màu indigo dùng để nhuộm vải là bước khởi đầu của những phát triển vượt bậc cho ngành hóa hữu cơ và dược. Một đỉnh cao trong sự phát triển của ngành hóa học chính là phát minh bảng tuần hoàn nguyên tố của Dmitri Ivanovich Mendeleev và Lothar Meyer. Mendelev đã sử dụng quy luật của bảng tuần hoàn để tiên đoán trước sự tồn tại và tính chất của các nguyên tố germanium, gallium và scandium vào năm 1870. Gallium được tìm thấy vào năm 1875 và có những tính chất như Mendeleev đã tiên đoán trước.
Nghiên cứu trong hóa học đã phát triển trong thời kỳ chuyển tiếp sang thế kỷ 20 đến mức các nghiên cứu sâu về cấu tạo nguyên tử đã không còn là lãnh vực của hóa học nữa mà thuộc về vật lý nguyên tử hay vật lý hạt nhân. Mặc dù vậy, các công trình nghiên cứu này đã mang lại nhiều nhận thức quan trọng về bản chất của sự biến đổi chất hóa học và của các liên kết hóa học. Các động lực quan trọng khác bắt nguồn từ những khám phá trong vật lý lượng tử thông qua mô hình quỹ đạo điện tử.

## Các nguyên lý nền tảng của hóa học hiện đại

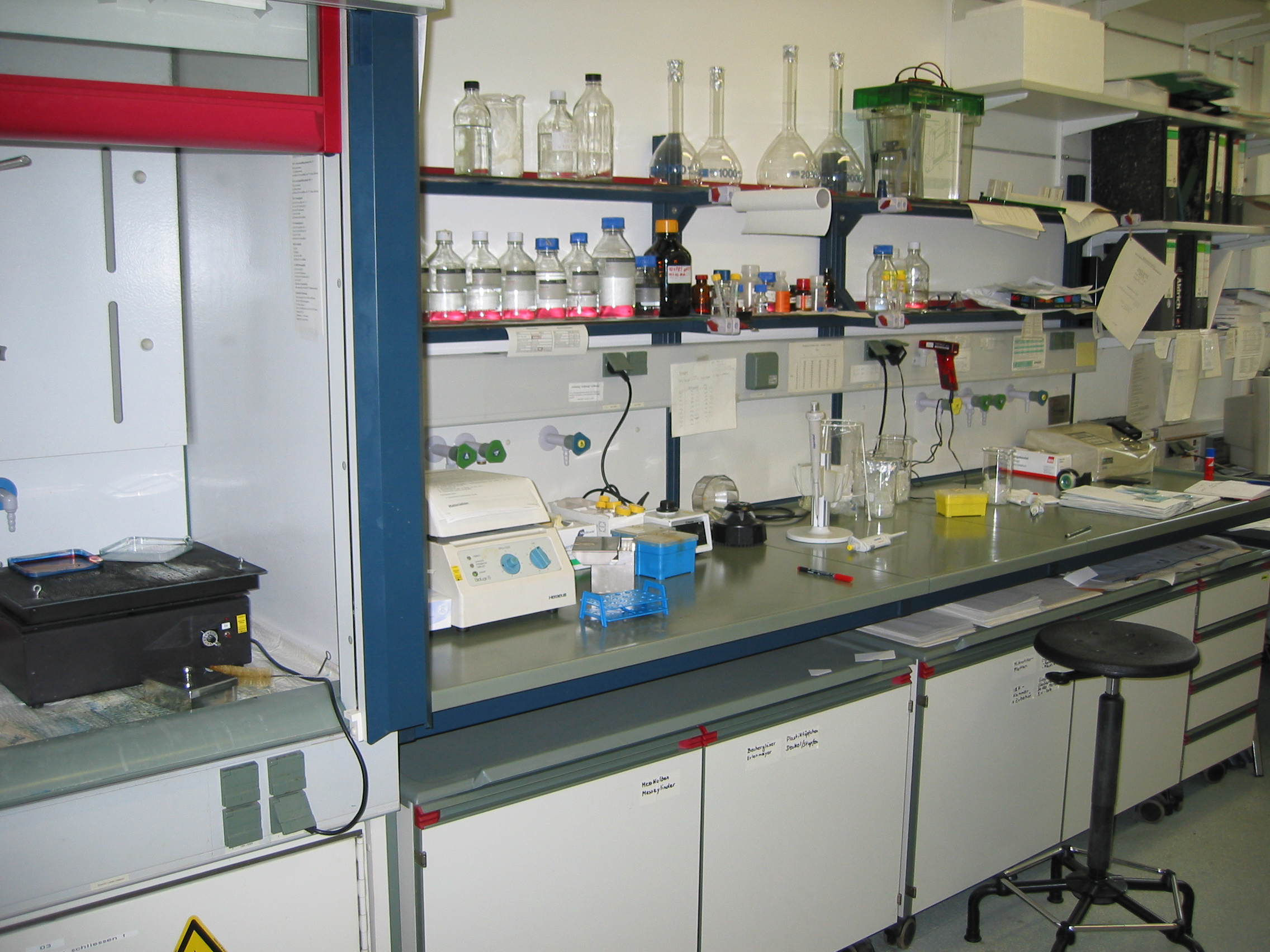
Một phòng thí nghiệm Hóa sinh, Đại học Cologne ở Đức

Mô hình cấu trúc nguyên tử hiện tại là mô hình cơ học lượng tử. Hoá học truyền thống bắt đầu bằng việc nghiên cứu các hạt sơ cấp, các nguyên tử, các phân tử, các chất, kim loại, tinh thể và các hợp chất khác của vật chất. Vấn đề này có thể được nghiên cứu trong trạng thái rắn, lỏng, hoặc khí, có thể riêng lẻ hoặc hỗn hợp. Các tương tác, phản ứng và biến đổi được nghiên cứu trong hóa học thường là kết quả của các tương tác giữa các nguyên tử, dẫn đến việc sắp xếp lại các liên kết hóa học giữ các nguyên tử với nhau. Những biến đổi như vậy được nghiên cứu trong phòng thí nghiệm hóa học.
Phòng thí nghiệm hóa học có khuôn mẫu thường sử dụng nhiều loại dụng cụ thủy tinh trong phòng thí nghiệm. Tuy nhiên, những dụng cụ thủy tinh này không phải là trung tâm của hóa học, và rất nhiều các thí nghiệm (cũng như ứng dụng / công nghiệp) hóa học được thực hiện mà không cần những dụng cụ này.

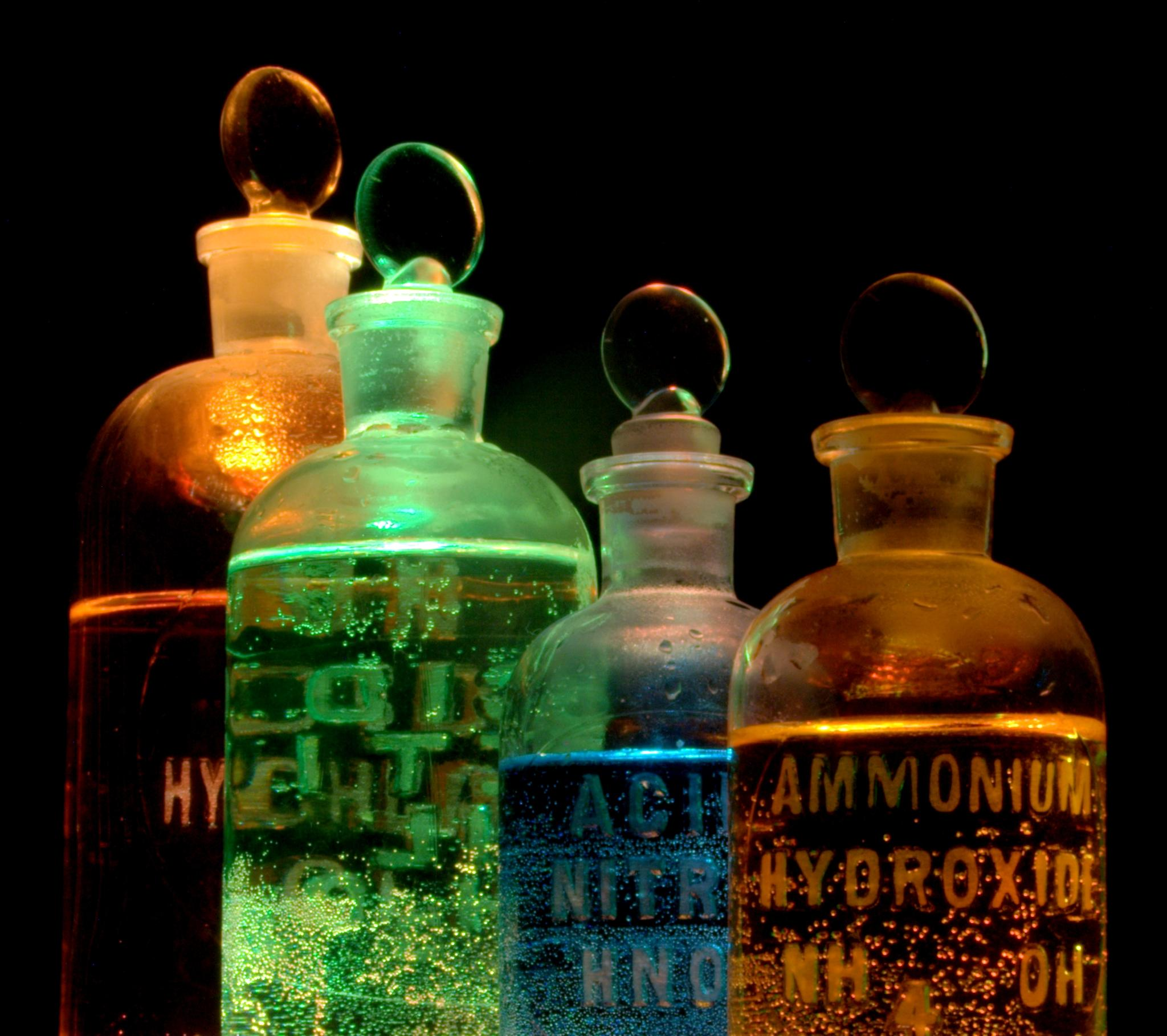
Hóa chất đựng trong bình (bao gồm amoni hydroxide và axit nitric) phát sáng với những màu khác nhau.

Phản ứng hóa học là sự chuyển đổi một số chất thành một hoặc nhiều chất khác nhau. Cơ sở của sự biến đổi hóa học như vậy là sự sắp xếp lại các electron trong các liên kết hóa học giữa các nguyên tử. Nó có thể được miêu tả một cách tượng trưng qua một phương trình hóa học, trọng tâm đặt vào các nguyên tử. Số lượng các nguyên tử ở bên trái và bên phải trong phương trình cho một sự biến đổi hóa học là bằng nhau (khi số lượng các nguyên tử ở hai bên là không đồng đều, chuyển đổi được gọi là phản ứng hạt nhân hoặc sự phân rã phóng xạ). Loại phản ứng hóa học mà một chất có thể trải qua và sự thay đổi năng lượng có thể đi kèm tuân theo một số quy tắc cơ bản nhất định, được gọi là định luật hóa học.
Các cân nhắc về năng lượng và entropy luôn quan trọng trong hầu hết các nghiên cứu hóa học. Các chất hoá học được phân loại theo cấu trúc, trạng thái, cũng như các thành phần hoá học của chúng. Chúng có thể được phân tích bằng các công cụ phân tích hóa học, ví dụ: quang phổ và sắc ký. Các nhà khoa học tham gia nghiên cứu hóa học được gọi là các nhà hóa học. Hầu hết các nhà hóa học chuyên về một hoặc nhiều tiểu ngành. Một số khái niệm rất cần thiết cho việc nghiên cứu hóa học; một số trong số đó là:

### Vật chất
Trong hóa học, vật chất được định nghĩa là bất cứ vật gì có khối lượng tĩnh và thể tích (chiếm không gian nhất định) và được tạo thành từ các hạt. Các hạt tạo nên vật chất cũng có khối lượng tịnh - nhưng không phải tất cả các hạt đều có khối lượng tịnh, chẳng hạn như photon. Vật chất có thể là một chất hoá học tinh khiết hoặc một hỗn hợp các chất.

#### Nguyên tử

Mô hình hành tinh nguyên tử của Rutherford

Nguyên tử là đơn vị cơ bản của hóa học. Nó bao gồm một lõi rất đặc gọi là hạt nhân nguyên tử, bao quanh bởi một đám mây điện tử khổng lồ. Hạt nhân được tạo thành từ các proton tích điện dương và các neutron không tích điện (gọi chung là các nucleon). Trong khi đó, đám mây điện tử lại gồm các electron tích điện âm có quỹ đạo quanh hạt nhân. Trong một nguyên tử trung hòa về điện, điện tích âm của electron cân bằng với điện tích dương của proton. Hạt nhân rất đặc; khối lượng của một nucleon gấp 1836 lần so với electron, tuy nhiên bán kính của một nguyên tử lại gấp 10000 lần hạt nhân của nó .
Nguyên tử cũng là thực thể nhỏ nhất được cho là giữ các tính chất hóa học của nguyên tố, như độ âm điện, khả năng ion hóa, trạng thái oxy hóa, số phối trí (coordination number), và các loại liên kết có thể hình thành (ví dụ liên kết kim loại, ion, cộng hoá trị).

#### Nguyên tố
Một nguyên tố hóa học là một chất tinh khiết chỉ bao gồm một loại nguyên tử, đặc trưng bởi số proton cụ thể trong hạt nhân của các nguyên tử, được gọi là số hiệu nguyên tử và được thể hiện bằng ký hiệu Z. Nguyên tử khối là tổng của số proton và neutron trong một hạt nhân. Mặc dù tất cả các hạt nhân của tất cả các nguyên tử thuộc một nguyên tố sẽ có cùng một số hiệu nguyên tử, chúng có thể không nhất thiết phải có cùng nguyên tử khối; các nguyên tử của một nguyên tố có nguyên tử khối khác nhau được gọi là đồng vị. Ví dụ, tất cả các nguyên tử với 6 proton trong hạt nhân là các nguyên tử của nguyên tố carbon, nhưng nguyên tử carbon có thể có nguyên tử khối là 12 hoặc 13.
Sự trình bày tiêu chuẩn của các nguyên tố hóa học là sắp xếp vào bảng tuần hoàn, sắp xếp các nguyên tố theo số hiệu nguyên tử. Bảng tuần hoàn được sắp xếp thành các nhóm, hoặc các cột, và các chu kỳ hoặc các hàng. Bảng tuần hoàn rất hữu ích trong việc xác định khuynh hướng tuần hoàn.

Bảng tuần hoàn hóa học của nguyên tố hóa học. Màu khác nhau thể hiện các loại nguyên tố khác nhau

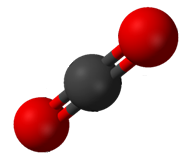
Cấu trúc của cacbon dioxide, một ví dụ về hợp chất hóa học

#### Đơn chất
Hợp chất là một chất hoá học tinh khiết cấu tạo từ nhiều hơn một nguyên tố. Các tính chất của một hợp chất thường ít giống với các thành phần cấu tạo nên nó. Danh pháp chuẩn của các hợp chất được quy định bởi Liên minh Quốc tế về Hóa học thuần túy và Hóa học ứng dụng (IUPAC). Các hợp chất hữu cơ được đặt tên theo hệ thống danh pháp hữu cơ . Tên của các hợp chất vô cơ được tạo ra theo hệ thống danh pháp vô cơ. Khi một hợp chất có nhiều hơn một phần, chúng có thể được chia thành hai phần chính, các thành phần tích điện dương và các tích điện âm. Thêm vào đó, Dịch vụ Tóm tắt Hóa chất (CAS) đã đưa ra một phương pháp để sắp xếp các chất hoá học. Lúc này mỗi chất hoá học có thể nhận biết được bởi một số hiệu được gọi là số đăng ký CAS.

#### Phân tử
Một phân tử là phần nhỏ nhất không thể phân chia của một chất hoá học tinh khiết với đặc tính hóa học duy nhất, nghĩa là nó có khả năng thực hiện một số phản ứng hóa học với các chất khác. Tuy nhiên, định nghĩa này chỉ tốt đối với các chất cấu tạo từ các phân tử, mà điều này không đúng với nhiều chất (xem dưới đây). Các phân tử thường là một tập hợp các nguyên tử gắn kết với nhau bằng các liên kết cộng hóa trị, sao cho cấu trúc này là trung hòa về điện tích và tất cả các điện tử hóa trị được ghép nối với các điện tử khác trong các liên kết hoặc trong các cặp đơn (không ở trong liên kết).

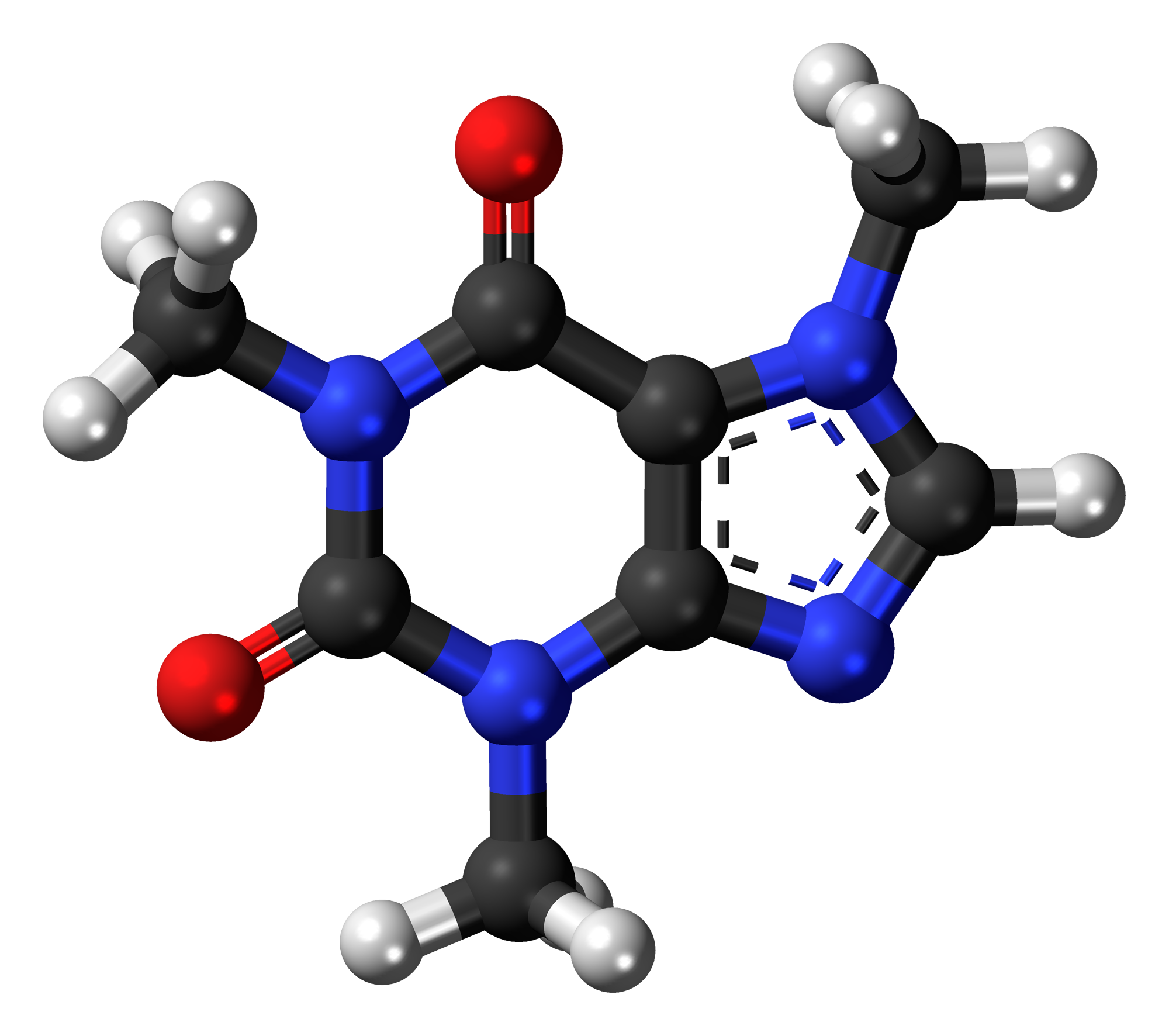
Mô hình bóng-và-que cho phân tử caffeine

Như đã nói, các phân tử tồn tại như các đơn vị trung hòa điện, không giống như các ion. Khi quy tắc này bị phá vỡ, "phân tử" lúc này có một điện tích, đôi khi chúng được đặt tên là một ion phân tử hoặc một ion đa nguyên tử. Tuy nhiên, các ion phân tử thường chỉ có ở dạng tách hoàn toàn, chẳng hạn như một chùm trực tiếp trong chân không ở một phổ kế khối. Rất nhiều ion đa nguyên tử này ở trong đất (ví dụ các ion sunfat hoặc nitrat thường gặp),nói chung chúng không được coi là "phân tử" trong hóa học. Một số phân tử có chứa một hoặc nhiều electron không ghép cặp, tạo ra các gốc tự do. Hầu hết các gốc tự do tương đối phản ứng, nhưng một số, chẳng hạn như nitric oxit (NO) có thể ổn định.

Cấu hình bộ khung benzen trên mặt phẳng 2-D

Các nguyên tố khí "trơ" hoặc khí hiếm (heli, neon, argon, krypton, xenon và radon) tồn tại ở đơn vị nhỏ nhất là dưới dạng các nguyên tử đơn độc, nhưng các chất hóa học tách biệt khác thì gồm các phân tử hoặc các mạng nguyên tử liên kết với nhau một cách nào đó. Các phân tử xác định được có thể là các chất quen thuộc như nước(H2O), không khí(0x), và nhiều hợp chất hữu cơ như rượu(C2H6O hoặc C2H5OH), đường(C12H22O11), muối ăn(NaCl), xăng và các dược phẩm khác nhau.
Tuy nhiên, không phải tất cả các chất hoặc các hợp chất hóa học bao gồm các phân tử rời rạc, và thực tế hầu hết các chất rắn tạo thành lớp vỏ rắn, lớp phủ và lõi của Trái Đất là các hợp chất hóa học mà không có các phân tử. Các loại chất khác, chẳng hạn như các hợp chất ion và các chất rắn trong mạng, được sắp xếp theo cách mà không tìm thấy tồn tại của các phân tử thực chất. Thay vào đó, các chất này được tìm hiểu dưới dạng đơn vị công thức hoặc đơn vị tế bào là cấu trúc lặp lại nhỏ nhất trong chất. Ví dụ về các chất như vậy là các muối (như muối ăn), chất rắn như carbon và kim cương, kim loại, silica và các khoáng chất silicat quen thuộc như thạch anh và granit.

Một trong những đặc tính chính của một phân tử là cấu hình của nó; thường được gọi là cấu trúc hóa học. Trong khi cấu trúc của các phân tử nguyên tử cấu tạo từ hai nguyên tử, ba hoặc bốn có thể dễ đoán, (dạng thẳng, hình chóp góc...) thì cấu trúc của các phân tử đa nguyên tử, được 
cấu thành từ hơn 6 nguyên tử (của một số nguyên tố) có thể rất quan trọng đối với tính chất hoá học của nó.

#### Chất và hỗn hợp
Một chất hoá học là một loại vật chất với thành phần và tập hợp các thuộc tính xác định. Một tập hợp các chất được gọi là hỗn hợp. Ví dụ về hỗn hợp là không khí và các hợp kim.

#### Mol và lượng chất
Mol là một đơn vị đo lường biểu thị một lượng chất (còn gọi là lượng hóa học). Mol được định nghĩa là số nguyên tử tìm thấy chính xác 0,012 kg (12 gram) carbon-12, trong đó nguyên tử cacbon-12 không liên kết, ở trạng thái nghỉ và trạng thái nền. Số lượng các thực thể trên mỗi mol được gọi là hằng số Avogadro và được xác định một cách thực nghiệm là khoảng 6,022 × 1023 mol−1. Nồng độ mol là lượng chất đặc biệt trên một thể tích dung dịch, và thường được ghi dưới dạng trong moldm−3.

### Thểhoặctrạng thái

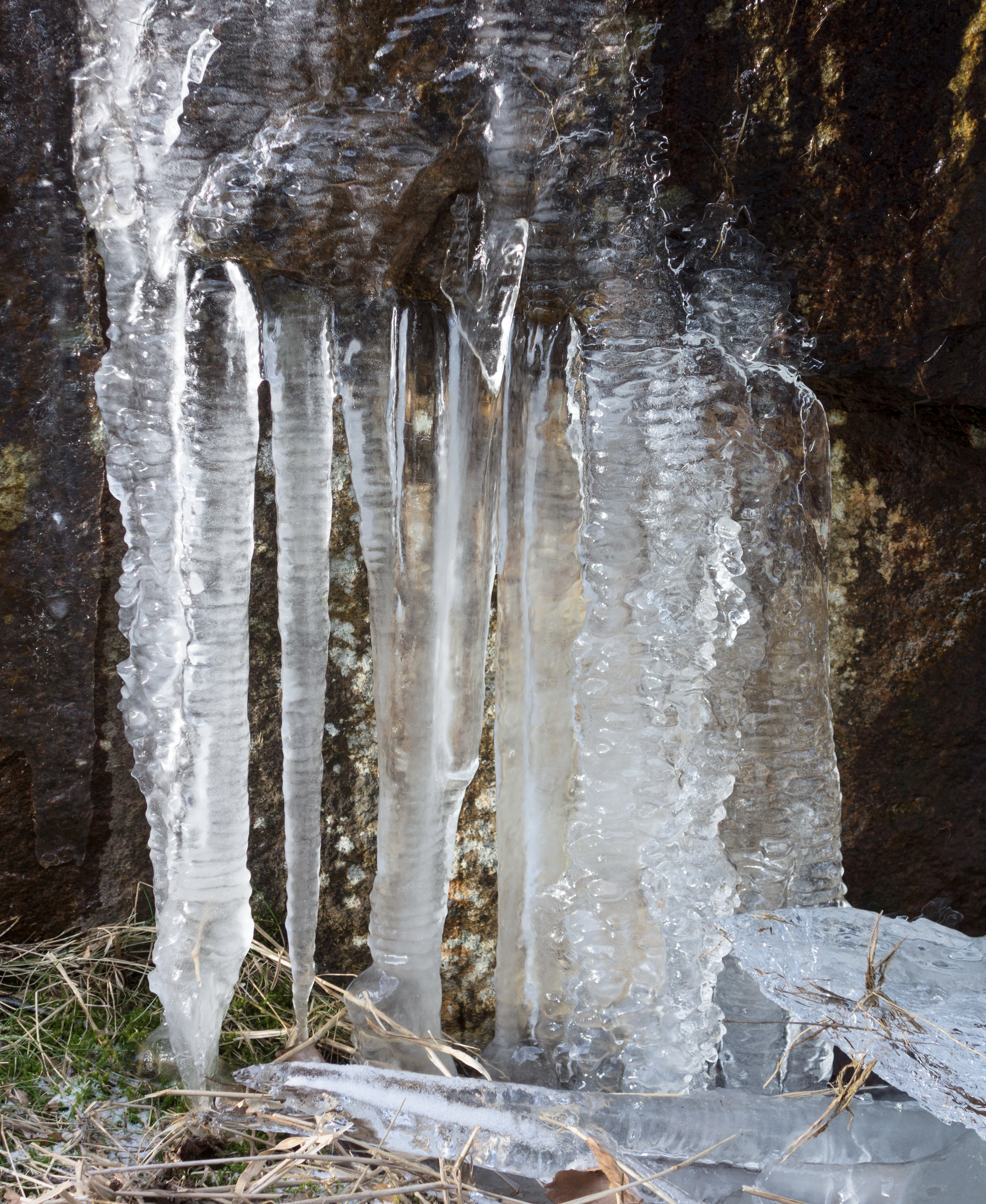
Nước ở thể rắn tạo nên những nhũ băng này

Ngoài các tính chất hóa học cụ thể phân biệt các chất hóa học khác nhau, các chất hóa học có thể tồn tại trong một vài thể hay trạng thái khác nhau. Phần lớn, việc phân loại hóa chất độc lập với các phân loại theo thể này; tuy nhiên, một số thể đặc biệt là không tương thích với các tính chất hóa học nhất định. Thể là một tập hợp các trạng thái của một hệ thống hóa học có các đặc tính cấu trúc tương tự nhau, đặt trong một loạt các điều kiện, chẳng hạn như áp suất hoặc nhiệt độ.

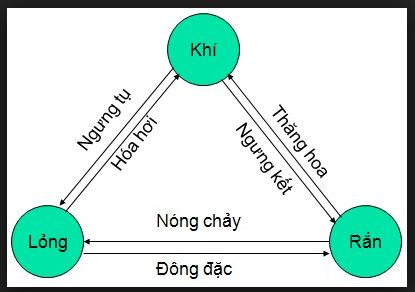
Sự chuyển thể giữa ba thể quen thuộc: rắn, lỏng, khí

Các tính chất vật lý, chẳng hạn như mật độ và độ chiết quang thường là các giá trị đặc trưng của thể. Thể của vật chất được xác định bởi quá trình chuyển thể, đó là khi năng lượng đưa vào hoặc đưa ra khỏi hệ thống thoát ra sắp xếp lại cấu trúc của hệ thống, thay vì thay đổi các các điều kiện.
Đôi khi sự khác biệt giữa các thể có thể liên tục hay không rõ ràng; thay vì có ranh giới tách biệt, trong trường hợp này vật chất được coi là ở trạng thái siêu tới hạn. Khi ba thể cùng tồn tại với các điều kiện nhất định, nó tạo nên một điểm ba trạng thái; và vì điểm này là không thay đổi, đó là một cách thuận tiện để xác định một tập hợp các điều kiện cho từng thể.
Các ví dụ quen thuộc nhất của các thể là rắn, lỏng và khí. Nhiều chất có nhiều thể rắn. Ví dụ, sắt có ba thể rắn (alpha, gamma, và delta) thay đổi tùy theo nhiệt độ và áp suất. Một sự khác biệt chính giữa các thể rắn là cấu trúc tinh thể, hoặc sự sắp xếp của các nguyên tử. Một thể khác thường gặp trong nghiên cứu hóa học là thể lỏng, tức là trạng thái của các chất hòa tan trong dung môi (thường là trong nước).
Các thể ít quen thuộc hơn bao gồm plasma, ngưng tụ Bose-Einstein và ngưng tụ fermion cùng với các giai đoạn thuận từ và sắt từ của vật liệu từ tính. Mặc dù hầu hết các thể là quen thuộc trong các hệ thống ba chiều, nó cũng có thể định nghĩa các tương tự trong các hệ thống hai chiều, điều này đã thu hút được sự quan tâm của nó đối với các hệ thống sinh học.

### Liên kết

Một miêu tả cho quá trình tạo liên kết ion giữa natri (Na) và clo (Cl) để tạo thành natri chloride, hay chính là muối ăn. Liên kết ion liên quan đến một nguyên tử lấy điện tử hóa trị từ một nguyên tử khác (trái ngược với chia sẻ, xảy ra trong liên kết cộng hóa trị)

Các nguyên tử gắn kết với nhau trong các phân tử hoặc tinh thể được gọi là liên kết với nhau. Một liên kết hóa học có thể được hình dung như là sự cân bằng đa cực giữa các điện tích dương trong hạt nhân và các điện tích âm dao động xung quanh chúng. Không chỉ là phản ứng hút và đẩy đơn giản, năng lượng và sự phân bố là đặc trưng cho khả năng một điện tử tạo liên kết với một nguyên tử khác.
Một liên kết hóa học có thể là một liên kết cộng hóa trị, liên kết ion, liên kết hydro hoặc chỉ là lực Van der Waals. Mỗi loại liên kết này được gán cho một số tiềm năng. Những tiềm năng tạo ra các tương tác giữ các nguyên tử với nhau trong các phân tử hoặc tinh thể. Trong nhiều hợp chất đơn giản, lý thuyết hóa trị, mô hình VSEPR, và khái niệm số oxy hóa có thể được sử dụng để giải thích cấu trúc phân tử và thành phần.

Trong phân tử mê-tan (CH4), nguyên tử cacbon chia sẻ một cặp electron hóa trị với từng nguyên tử hydro (tổng cộng là 4 nguyên tử). Do đó, quy tắc bát tử đã thỏa mãn cho nguyên tử C (với tám electron trong vỏ hóa trị của nó) và quy tắc song tử đã thỏa mãn cho nguyên tử H (với hai electron trong vỏ hóa trị của chúng).

Một liên kết ion được hình thành khi một kim loại mất đi một hoặc nhiều electron của nó, trở thành một cation tích điện dương, và các electron sau đó được thu được bởi nguyên tử phi kim, trở thành một anion tích điện âm. Hai ion tích điện trái dấu sẽ thu hút bởi nhau, và liên kết ion là lực hấp dẫn giữa chúng. Ví dụ, natri (Na), một kim loại, mất một điện tử để trở thành một Na+ (cation), trong khi clo (Cl), một phi kim, thu được điện tử này để trở thành Cl− (anion). Các ion được giữ lại với nhau do lực hút tĩnh điện, và hợp chất natri chloride (NaCl), hay tên phổ biến hơn là muối ăn, được hình thành.
Trong một liên kết cộng hoá trị, một hoặc nhiều cặp electron hóa trị được chia sẻ bởi hai nguyên tử, tạo nên nhóm các nguyên tử liên kết với nhau trung hòa về điện hay phân tử. Các nguyên tử sẽ chia sẻ các điện tử hóa trị trong một cách để tạo ra một cấu hình electron khí hiếm (với tám electron trong vỏ ngoài cùng của chúng) cho mỗi nguyên tử. Các nguyên tử có xu hướng kết hợp theo cách mà mỗi chúng có tám electron trong vỏ ngoài cùng, và sao cho là tuân thủ quy tắc bát tử (xem Liên kết ion). Tuy nhiên, một số nguyên tố như hydro và lithi chỉ cần hai điện tử trong vỏ ngoài cùng của chúng để đạt được cấu hình ổn định này; các nguyên tử này được cho là tuân theo quy tắc song tử (duet), và theo cách này, chúng sẽ đạt tới cấu hình điện tử của heli trong khí quyển, một khí hiếm chỉ có hai điện tử trong vỏ bên ngoài của nó.
Tương tự, các lý thuyết từ vật lý cổ điển có thể được sử dụng để dự đoán nhiều cấu trúc ion. Với các hợp chất phức tạp hơn, chẳng hạn như phức hợp kim loại, lý thuyết hóa trị sẽ ít có giá trị hơn. Lúc này, các phương pháp tiếp cận khác, như lý thuyết quỹ đạo phân tử (orbital), thường được sử dụng. Xem sơ đồ về orbital điện tử.

### Năng lượng
Trong bối cảnh hóa học, năng lượng là một thuộc tính của một chất do kết quả của cấu trúc nguyên tử, phân tử hoặc cấu trúc tổng hợp của nó. Vì một sự biến đổi hóa học đi cùng với sự thay đổi một hoặc nhiều cấu trúc này, nó luôn đi kèm với việc tăng hoặc giảm năng lượng của các chất liên quan. Một số năng lượng được chuyển giao giữa môi trường xung quanh và các chất phản ứng dưới dạng nhiệt hoặc ánh sáng; do đó các sản phẩm của một phản ứng có thể  nhiều hoặc ít năng lượng hơn các chất phản ứng.
Một phản ứng được cho là giải phóng năng lượng nếu trạng thái cuối cùng thấp hơn về quy mô năng lượng so với trạng thái ban đầu; trong trường hợp phản ứng thu năng lượng thì ngược lại. Một phản ứng được gọi là tỏa nhiệt nếu phản ứng thải nhiệt ra môi trường xung quanh; trong trường hợp phản ứng thu nhiệt, phản ứng hấp thụ nhiệt từ môi trường xung quanh.
Các phản ứng hóa học thường không thể xảy ra trừ khi các chất phản ứng vượt qua hàng rào năng lượng gọi là năng lượng hoạt hóa. Tốc độ phản ứng hóa học (ở nhiệt độ nhất định T) liên quan đến năng lượng hoạt hóa E, bởi yếu tố phân bố của Boltzmann - đó là xác suất của một phân tử có năng lượng lớn hơn hoặc bằng với E ở nhiệt độ nhất định T. Sự phụ thuộc có tính lũy thừa của tần suất phản ứng lên nhiệt độ được gọi là phương trình Arrhenius. Năng lượng kích hoạt cần thiết cho một phản ứng hóa học có thể dưới dạng nhiệt, ánh sáng, điện hoặc lực lượng cơ học dưới dạng siêu âm.
Một khái niệm liên quan là năng lượng tự do, cũng cân nhắc cả khái niệm entropy, là một phương tiện rất hữu ích để dự đoán tính khả thi của phản ứng và xác định trạng thái cân bằng của một phản ứng hóa học, trong nhiệt động học hóa học. Một phản ứng chỉ khả thi nếu tổng lượng thay đổi trong năng lượng tự do Gibbs là âm, {\displaystyle {\Delta G\ <0\,}}, nếu nó bằng không, phản ứng hóa học được cho là ở trạng thái cân bằng.

Các phân tử nước đang liên kết với nhau bằng liên kết hydro (đường nét đứt)

Có tồn tại các trạng thái năng lượng hạn chế đối với điện tử, nguyên tử và phân tử. Điều này được xác định bởi các quy tắc của cơ học lượng tử, đòi hỏi phải lượng tử hóa năng lượng của một hệ thống bị ràng buộc. Các nguyên tử / phân tử ở trạng thái năng lượng cao hơn được cho là kích thích. Các phân tử / nguyên tử của chất trong trạng thái năng lượng kích thích thường phản ứng nhiều hơn; có nghĩa là, phù hợp cho phản ứng hóa học.
Trạng thái hay thể của một chất được xác định một cách bất biến bởi năng lượng và năng lượng ở môi trường xung quanh nó. Khi lực giữa các phân tử của một chất lớn hơn năng lượng của môi trường xung quanh, thì đó thường là thể lỏng hoặc rắn như với trường hợp với nước (H2O); một chất lỏng ở nhiệt độ phòng bởi vì các phân tử của nó được bởi liên kết hydro. Trong khi hydrogen sulfide (H2S) là một khí ở nhiệt độ phòng và áp suất tiêu chuẩn, vì các phân tử của nó liên kết yếu hơn bởi tương tác lưỡng cực-lưỡng cực.
Việc chuyển năng lượng từ một chất hóa học này sang một chất khác phụ thuộc vào lượng năng lượng được phát ra từ một chất. Tuy nhiên, năng lượng nhiệt thường được chuyển dễ dàng từ hầu hết chất này sang chất khác bởi vì các phonon, chịu trách nhiệm cho các mức năng lượng dao động và luân chuyển mức năng lượng trong một chất, có ít năng lượng hơn các photon được viện dẫn để chuyển năng lượng điện tử. Do đó, các mức năng lượng dao động và luân chuyển nằm gần nhau hơn mức năng lượng điện tử, nhiệt dễ dàng được chuyển giữa các chất, so với các dạng khác như: ánh sáng hoặc các dạng năng lượng điện tử khác. Ví dụ, bức xạ điện từ tia cực tím không được chuyển giao hiệu quả từ chất này sang chất khác như là năng lượng nhiệt hoặc điện.
Sự tồn tại của các mức năng lượng đặc trưng cho các chất hoá học khác nhau rất hữu ích cho việc xác định chúng bằng cách phân tích các đường quang phổ. Các loại phổ khác nhau thường được sử dụng trong quang phổ hóa học, ví dụ: NIRS, vi sóng, NMR, EPR (cộng hưởng thuận từ electron)... Quang phổ cũng được sử dụng để xác định thành phần của những ngôi sao ở xa và các thiên hà xa xôi bằng cách phân tích phổ xạ của chúng.

Phổ phát xạ của sắt

Thuật ngữ năng lượng hóa học thường được sử dụng để chỉ ra tiềm năng của một chất hóa học để trải qua một quá trình chuyển đổi thông qua một phản ứng hóa học hoặc để biến đổi các chất hóa học khác.

### Phản ứng hóa học

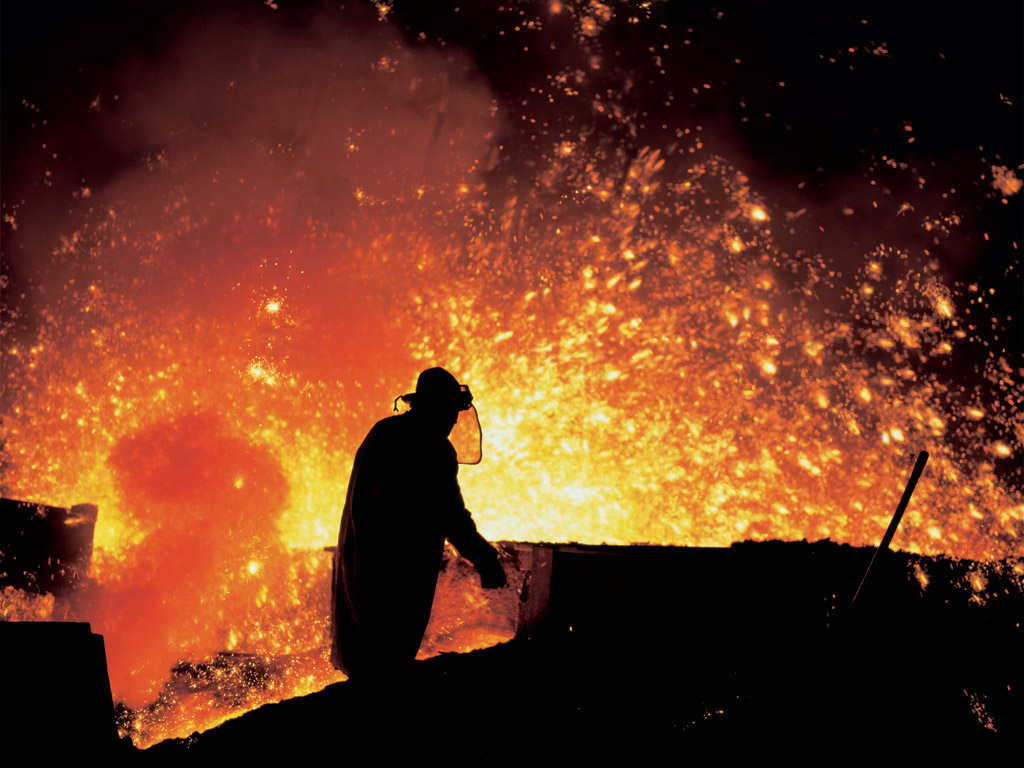
Trong phản ứng hóa học, các liên kết giữa các nguyên tử được bẻ gãy và hình thành nên các chất khác nhau có các tính chất khác nhau. Trong một lò cao, oxide sắt, một hợp chất, phản ứng với carbon monoxit để hình thành sắt, một trong những nguyên tố hóa học, và carbon dioxide.

Khi một chất hóa học được biến đổi do sự tương tác của nó với một chất khác hoặc với năng lượng, ta có thể nói một phản ứng hóa học đã xảy ra. Phản ứng hóa học là một khái niệm liên quan đến "phản ứng" của một chất khi tiếp xúc gần với chất khác, cho dù là hỗn hợp hoặc dung dịch; hoặc tiếp xúc với một số dạng năng lượng, hoặc cả hai. Nó tạo ra một số trao đổi năng lượng giữa các thành phần của phản ứng cũng như với môi trường hệ thống, môi trường này có thể được là các hộp chứa được thiết kế đặc dụng - thường là dụng cụ thí nghiệm thủy tinh.
Các phản ứng hóa học có thể dẫn đến sự hình thành hoặc phân ly của các phân tử - tức là các phân tử sẽ bị phân tách thành hai hoặc nhiều phân tử nhỏ hơn; hoặc sắp xếp lại các nguyên tử trong hoặc ngoài các phân tử. Phản ứng hóa học thường liên quan đến việc tạo ra hoặc phá vỡ các liên kết hóa học. Các phản ứng thường gặp là oxy hóa-khử, phản ứng tách, trung hoà acid-base và tái sắp xếp nguyên tử.
Một phản ứng hóa học có thể được mô tả một cách biểu tượng bằng phương trình hóa học. Trong phản ứng hóa học phi-hạt-nhân, số lượng và loại nguyên tử ở cả hai phía của phương trình đều như nhau, đối với phản ứng hạt-nhân, điều này chỉ đúng đối với các hạt trong hạt nhân như proton và neutron.
Chuỗi các bước trong đó các liên kết hóa học được tổ chức lại xảy ra trong quá trình phản ứng hóa học được gọi là cơ chế phản ứng. Một phản ứng hóa học có thể được dự kiến diễn ra theo một số bước, mỗi bước có thể có tốc độ khác nhau. Nhiều phản ứng trung gian với độ ổn định có thể do đó có thể được dự kiến trong quá trình phản ứng. Các cơ chế phản ứng được đề xuất để giải thích động học và hỗn hợp sản phẩm tương đối của một phản ứng. Nhiều nhà hóa lý chuyên khám phá và đề xuất các cơ chế phản ứng hóa học khác nhau. Một số quy tắc thực nghiệm, giống như quy tắc Woodward-Hoffmann thường có ích trong khi đề xuất một cơ chế cho một phản ứng hóa học.
Theo sách IUPAC, một phản ứng hoá học là "một quá trình dẫn đến sự chuyển hóa lẫn nhau giữa các loại chất hóa học". Theo đó, một phản ứng hóa học có thể là một phản ứng cơ bản hoặc một phản ứng qua nhiều bước.

### Ion và muối

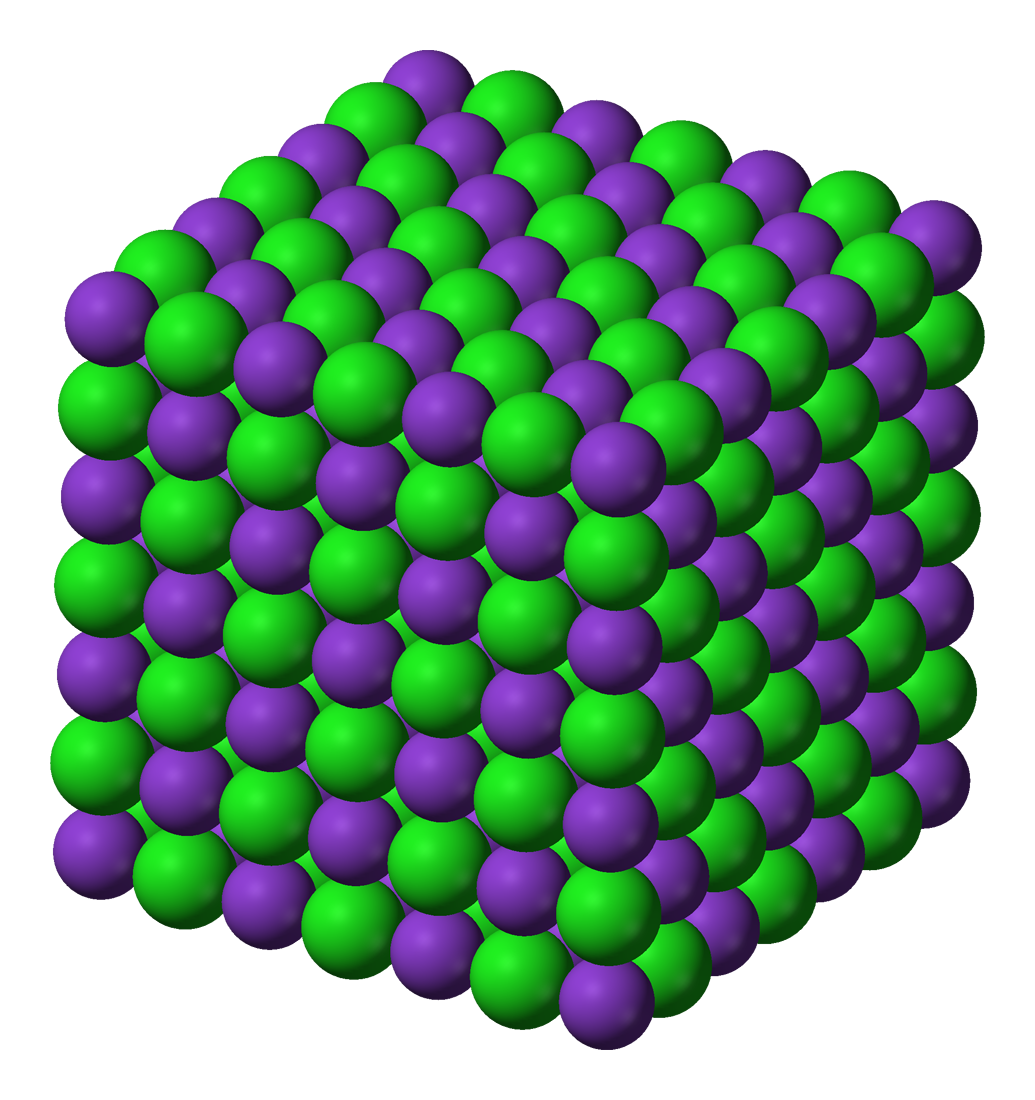
Cấu trúc lưới tinh thể của Kali chloride (KCl), một muối được hình thành do sự hấp dẫn của K^{+} (cation) và Cl^{−} (anion). Lưu ý nếu tính tổng thể của hợp chất này không tích điện.

Một ion là một phần tử mang điện tích, có thể là một nguyên tử hoặc một phân tử, đã mất hoặc lấy được một hoặc nhiều điện tử. Khi một nguyên tử mất một điện tử và do đó có nhiều proton hơn electron, nguyên tử là một ion tích điện dương hoặc cation. Khi một nguyên tử thu được một electron và do đó có nhiều điện tử hơn proton, nguyên tử là một ion tích điện âm hoặc anion. Cation và anion có thể tạo thành mạng lưới tinh thể của muối trung hòa, như ion Na+ và Cl− tạo thành NaCl. Các ví dụ về các ion đa nguyên tử không phân rã trong các phản ứng acid - base là hydroxide (OH−) và phosphate (PO43−).
Plasma gồm có chất khí đã được ion hóa hoàn toàn, thông thường là qua nhiệt độ cực cao.

### Tính axit và bazơ

Khi hydrogen bromide (HBr), trong ảnh, tan trong nước, nó tạo nên acid mạnh là acid hydrobromic.

Một chất có thể thường được phân loại như một acid hoặc một bazơ. Có một số lý thuyết khác nhau giải thích những hành vi cơ bản của axit. Đơn giản nhất là thuyết Arrhenius: một axit là một chất tạo ra ion {\displaystyle {\ce {H+}}}còn một base thì tạo ra ion {\displaystyle {\ce {OH-}}} khi hòa tan trong nước. Theo lý thuyết acid-base của Bronsted-Lowry, acid là chất cho  {\displaystyle {\ce {H+}}} trong một phản ứng hóa học; mở rộng hơn, base là chất nhận được ion {\displaystyle {\ce {H+}}} đó.
Lý thuyết phổ biến thứ ba là lý thuyết Lewis, dựa trên sự hình thành các liên kết hoá học mới. Lý thuyết của Lewis giải thích rằng: acid là một chất có khả năng nhận một cặp electron từ một chất khác trong quá trình hình thành liên kết, còn base là một chất có thể cung cấp một cặp electron để tạo thành một liên kết mới. Theo lý thuyết này, điều quan trọng được trao đổi là điện tích. Có một số cách khác mà một chất có thể được phân loại như một acid hoặc một base, như là bằng chứng cho lịch sử của khái niệm này.
Độ mạnh của acid thường được đo bằng hai phương pháp. Một phép đo, dựa trên định nghĩa Arrhenius về axit, tức là độ pH, là một phép đo nồng độ ion {\displaystyle {\ce {H+}}} trong dung dịch, được thể hiện bằng thang logarit. Một phép đo khác, dựa trên định nghĩa Bronsted - Lowry, là hằng số phân ly acid,cho biết khả năng hoạt động acid tương đối của một chất theo định nghĩa của Bronsted - Lowry. Tức là các chất có Ka cao hơn có nhiều khả năng cho các ion {\displaystyle {\ce {H+}}} trong các phản ứng hóa học hơn là những chất có giá trị Ka thấp hơn.

### Oxy hóa-khử
Phản ứng oxy hóa-khử bao gồm tất cả các phản ứng hóa học mà trong đó các nguyên tử bị thay đổi trạng thái oxy hóa bằng cách thu được điện tử (quá trình khử) hoặc mất điện tử (quá trình oxy hóa). Các chất có khả năng oxy hóa các chất khác được gọi là chất oxy hóa hoặc tác nhân oxy hóa. Chất oxy hóa loại bỏ các electron khỏi một chất khác. Tương tự, các chất có khả năng khử các chất khác được gọi là chất khử, hoặc tác nhân khử.
Một chất khử chuyển các electron sang một chất khác, và do đó nó bị oxy hóa. Và bởi vì nó "tặng" điện tử, nó còn được gọi là chất cho điện tử. Thuật ngữ "oxy hóa" và "khử" có lẽ đề cập đến một sự thay đổi số oxy hóa - sự chuyển giao thực sự của điện tử có thể không bao giờ xảy ra. Như vậy, quá trình oxy hóa được định nghĩa tốt hơn là sự tăng số oxy hóa, và khử là một sự giảm số oxy hóa.

### Cân bằng
Mặc dù khái niệm cân bằng được sử dụng rộng rãi trong khoa học, trong bối cảnh hóa học, nó phát sinh bất cứ khi nào một số trạng thái khác nhau của thành phần hoá học là khả thi, ví dụ, trong một hỗn hợp của một số hợp chất hóa học có thể phản ứng với nhau, hoặc khi một chất có thể có mặt trong nhiều hơn một trạng thái.
Một hệ thống các chất hoá học ở trạng thái cân bằng, mặc dù có thể có thành phần không thay đổi, thường không tĩnh; các phân tử của các chất tiếp tục phản ứng với nhau do đó tiến đến sự cân bằng động. Do đó khái niệm này mô tả trạng thái trong đó các thông số như thành phần hóa học không thay đổi theo thời gian.

## Tầm quan trọng

### Đời sống
Phản ứng hóa học xảy ra trong cuộc sống hằng ngày ví dụ như trong lúc nấu ăn, làm bánh hay rán mà trong đó các biến đổi chất xảy ra một cách rất phức tạp đã góp phần tạo nên hương vị đặc trưng cho món ăn. Thêm vào đó thức ăn được phân tách ra thành các thành phần riêng biệt và cũng được biến đổi thành năng lượng.

### Liên hệ với khoa học khác
Hóa học nghiên cứu về tính chất của các nguyên tố và hợp chất, về các biến đổi có thể có từ một chất này sang một chất khác, tiên đoán trước tính chất của những hợp chất chưa biết đến cho tới nay, cung cấp các phương pháp để tổng hợp những hợp chất mới và các phương pháp đo lường hay phân tích để tìm các thành phần hóa học trong những mẫu thử nghiệm.
Mặc dù tất cả các chất đều được cấu tạo từ một số loại "đá xây dựng" tương đối ít, tức là từ khoảng 80 đến 100 nguyên tố trong số 118 nguyên tố được biết đến nhưng sự kết hợp và sắp xếp khác nhau của các nguyên tố đã mang lại đến vài triệu hợp chất khác nhau, những hợp chất mà đã tạo nên các loại vật chất khác nhau như nước, cát (chất), mô sinh vật và mô thực vật. Thành phần của các nguyên tố quyết định các tính chất vật lý và hóa học của các chất và làm cho hóa học trở thành một bộ môn khoa học rộng lớn.
Cũng như trong các bộ môn khoa học tự nhiên khác, thí nghiệm trong hóa học là cột trụ chính. Thông qua thí nghiệm, các lý thuyết về cách biến đổi từ một chất này sang một chất khác được phác thảo, kiểm nghiệm, mở rộng và khi cần thiết thì cũng được phủ nhận.
Tiến bộ trong các chuyên ngành khác nhau của hóa học thường là các điều kiện tiên quyết không thể thiếu cho những nhận thức mới trong các bộ môn khoa học khác, đặc biệt là trong các lãnh vực của sinh học và y học, cũng như trong lãnh vực của vật lý (Ví dụ như việc chế tạo các chất siêu dẫn mới). Hóa sinh, một chuyên ngành rộng lớn, đã được thành lập tại nơi giao tiếp giữa hóa học và sinh vật học và là một chuyên ngành không thể thiếu được khi muốn hiểu về các quá trình trong sự sống, các quá trình mà có liên hệ trực tiếp và không thể tách rời được với sự biến đổi chất.
Đối với y học thì hóa học không thể thiếu được trong cuộc tìm kiếm những thuốc trị bệnh mới và trong việc sản xuất các dược phẩm. Các kỹ sư thường tìm kiếm vật liệu chuyên dùng tùy theo ứng dụng (vật liệu nhẹ trong chế tạo máy bay, vật liệu xây dựng chịu lực và bền vững, các chất bán dẫn đặc biệt tinh khiết,...). Ở đây bộ môn khoa học vật liệu đã phát triển như là nơi giao tiếp giữa hóa học và kỹ thuật.

### Trong công nghiệp
Công nghiệp hóa học là một ngành kinh tế rất quan trọng. Công nghiệp hóa học sản xuất các hóa chất cơ bản như axít sunfuric hay amonia, thường là nhiều triệu tấn hằng năm, cho sản xuất phân bón và chất dẻo và các mặt khác của đời sống và sản xuất công nghiệp. Mặt khác, ngành công nghiệp hóa học cũng sản xuất rất nhiều hợp chất phức tạp, đặc biệt là dược phẩm. Nếu không có các hóa chất được sản xuất trong công nghiệp thì cũng không thể nào sản xuất máy tính hay nhiên liệu và chất bôi trơn cho công nghiệp ô tô.

## Phân ngành
Hóa học thường được chia thành nhiều phân ngành chính. Ngoài ra còn có một số lĩnh vực liên ngành và chuyên ngành.
- Hóa phân tích là sự phân tích các mẫu vật để thu được sự hiểu biết về thành phần và cấu trúc hóa học của chúng. Hóa phân tích kết hợp các phương pháp thực nghiệm đã được chuẩn hóa trong hóa học. Những phương pháp này có thể được sử dụng trong tất cả các môn học của ngành hóa học, trừ lý thuyết thuần túy.
- Hoá sinh là nghiên cứu về các hóa chất, phản ứng hóa học và tương tác hóa học diễn ra trong các sinh vật sống. Hoá sinh và hóa học hữu cơ có liên quan chặt chẽ, như trong hóa dược. Hóa sinh có liên quan đến sinh học phân tử và di truyền.
- Hoá học vô cơ là nghiên cứu các tính chất và phản ứng của các hợp chất vô cơ. Sự phân biệt giữa các nguyên tắc hữu cơ và vô cơ không phải là tuyệt đối và có sự trùng lặp nhiều, nhất là trong phân ngành hoá học cơ kim.
- Hóa học vật liệu là chuẩn bị, mô tả và tìm hiểu về các chất với chức năng hữu ích. Lĩnh vực này là một phạm vi nghiên cứu mới trong các chương trình sau đại học, và nó kết hợp các yếu tố từ tất cả các lĩnh vực cổ điển của hóa học với trọng tâm vào các vấn đề cơ bản độc đáo cho vật liệu. Các hệ thống nghiên cứu chính bao gồm hóa học các pha cô đặc (rắn, chất lỏng, polyme) và các pha chuyển giao giữa các pha khác nhau.
- Hóa học thần kinh là nghiên cứu của chất hóa học thần kinh; bao gồm chất dẫn truyền, peptide, protein, lipid, đường và acid nucleic; tương tác của chúng và vai trò của chúng trong việc hình thành, duy trì và sửa đổi hệ thần kinh.
- Hóa học hạt nhân là nghiên cứu về cách các hạt hạ nguyên tử kết hợp với nhau và tạo nên hạt nhân. Chuyển đổi hạt nhân (Nuclear transmutation) là một phần quan trọng trong hóa học hạt nhân và bảng tuần hoàn các nguyên tố hoá học là một kết quả và công cụ quan trọng cho lĩnh vực này.
- Hoá học hữu cơ là nghiên cứu các cấu trúc, tính chất, thành phần, cơ chế và phản ứng của các hợp chất hữu cơ. Hợp chất hữu cơ là những hợp chất có nền tảng là mạch cacbon.
- Hóa học vật lý là nghiên cứu cơ sở vật chất và cơ bản của các hệ thống và quá trình hóa học. Đặc biệt, năng lượng và động lực của các hệ thống và quá trình như vậy là mối quan tâm của các nhà hóa lý. Các lĩnh vực nghiên cứu quan trọng bao gồm nhiệt động học hóa học, động học hóa học, điện hoá học, cơ học thống kê, quang phổ, và gần đây là hóa học vũ trụ. Hóa học vật lý có sự chồng chéo lớn với vật lý phân tử. Hóa học vật lý thường liên quan đến việc sử dụng vô số các tính toán trong phương trình dẫn xuất. Nó thường được kết hợp với hóa học lượng tử và hóa học lý thuyết. Hóa lý học là một phân ngành riêng biệt với vật lý hóa học, nhưng có sự trùng lập rất lớn.
- Hóa học lý thuyết là nghiên cứu hóa học thông qua lập luận lý thuyết cơ bản (thường là trong toán học hoặc vật lý). Đặc biệt, việc áp dụng cơ học lượng tử vào hóa học được gọi là hóa học lượng tử. Kể từ khi kết thúc Thế chiến thứ hai, sự phát triển của máy tính đã cho phép phát triển có hệ thống hóa học tính toán, đó là bộ môn phát triển và áp dụng các chương trình máy tính để giải quyết các vấn đề hóa học. Hoá học lý thuyết có sự chồng chéo lớn (cả ý thuyết và thực nghiệm) với vật lý vật chất ngưng tụ và vật lý phân tử.